# Civilization VII
Civilization VII – komputerowa strategiczna gra turowa wyprodukowana przez Firaxis Games i wydana przez 2K Games. Jej premiera odbyła się 11 lutego 2025 roku. Jest to siódma część serii gier komputerowych Civilization.

## Rozgrywka
Civilization VII to turowa gra strategiczna typu 4X. Gracz prowadzi rozwój cywilizacji od prehistorii do czasów współczesnych. Gra rozpoczyna się od wyboru przywódcy i cywilizacji, przy czym protagonista nie musi być historycznie powiązany z daną nacją. Przywódcami mogą być nie tylko władcy, ale także filozofowie, podróżnicy, wynalazcy i inne znane osoby. Każda cywilizacja korzysta z jednostek lądowych i morskich, aby eksplorować mapę, rozwijać swoją populację poprzez dodatkowe miasta, kulturę i technologię, zbierać zasoby naturalne wokół swoich osad. Jednocześnie gracz musi pokonywać zagrożenia ze strony innych cywilizacji, które również starają się rozwijać. Gracz może wygrać grę poprzez szereg możliwych warunków zwycięstwa, od pokojowych rozwiązań po pełną militarną dominację nad światem.
Rozgrywka została podzielona na trzy epoki – antyku, odkryć i nowożytną. Po zakończeniu epoki, gracz musi wybrać jedną z dostępnych cywilizacji. Dostępność nacji zależy od dokonywanych wcześniej wyborów.

## Produkcja
W lutym 2023 r. Firaxis Games ogłosiło plany stworzenia kolejnej gry z serii Civilization. W sierpniu 2024 r. ogłoszono datę premiery gry i zaprezentowano jej fragmenty.
Dyrektor kreatywny Ed Beach zapowiedział, że w momencie premiery rozgrywka będzie kończyć się na Zimnej wojnie, a wydarzenia współczesne zostaną dodane w późniejszym terminie. W przeciwieństwie do poprzednich gier z serii wybór dowódcy i cywilizacji jest niezależny. Beach skomentował, że gracze od dawna chcieli opcji tworzenia własnej nacji. Jego zdaniem balans rozgrywki nie pozwalał na zrobienie tego wcześniej, ale podczas prac na VII było to priorytetem dla zespołu twórców.

## Odbiór
Interfejs gry zebrał mieszane oceny. Redaktor z IGN ocenił interfejs jako nieczytelny, ponieważ utrudniał mu zrozumienie mechanik dostępnych w grze. Dodatkowo w trakcie rozgrywki zauważył, że najechanie myszką na jednostkę czy budynek nie daje dodatkowych informacji, przez co musiał szukać ich ręcznie w wewnętrznej encyklopedii zawartej w grze. Z kolei Jason Rodriguez z serwisu GameSpot przytoczył fakt, że gra nie tłumaczy sposobu działania kupców i jednostek unikalnych dla konkretnej nacji. Damian Laszczak z Eurogamera ocenił mapę jako mało przejrzystą, pisząc „Ikonki jednostek nachodzą na siebie, a niektóre symbole potrafią obejmować więcej niż jeden sześciokąt. Szybkie przybliżenie zwykle rozwiązuje ten problem, jednak niektóre osoby mogą poczuć lekką dezorientację w pierwszych godzinach rozgrywki”.